# Łukasz Piątek
Łukasz Piątek (ur. 21 września 1985 w Warszawie) – polski piłkarz występujący na pozycji pomocnika.

## Przebieg kariery
Piątek jest wychowankiem warszawskiej Polonii. W sezonie 2005/06 został włączony do kadry pierwszego zespołu polonistów, którzy spadli wówczas do II ligi. Piątek wystąpił w dwóch spotkaniach ligowych oraz dwóch pucharowych. Zadebiutował 22-minutowym występem w meczu z Odrą Wodzisław Śląski, przegranym 0:3. Swój drugi mecz w ekstraklasie zagrał w ostatniej kolejce ligowej z Arką Gdynia (1:0), kiedy wiadomo już było, że Polonia żegna się z I ligą (wystąpili w tym spotkaniu zawodnicy, którzy do tej pory nie dostawali wielu szans na grę). W PP zagrał dwukrotnie w ćwierćfinale z Zagłębiem Lubin. W pierwszym sezonie po spadku Polonia ukończyła rundę jesienną na odległym czternastym miejscu. Piątek w całym rozegrał 26 meczów ligowych, strzelając dwie bramki.
15 maja 2013 Izba ds. Rozwiązywania Sporów Sportowych podjęła decyzję o rozwiązaniu jego kontraktu z klubem po zakończeniu sezonu. Stało to się z powodu skargi jaką złożył zawodnik z powodu zaległości finansowych. 11 lipca 2013 został zawodnikiem Zagłębia Lubin.
W lipcu 2017 przeniósł się do Bruk-Betu Termaliki Nieciecza. 26 września 2018 zasilił ŁKS Łódź. 14 lipca 2020 poinformowano o jego powrocie do Polonii.

## Statystyki klubowe
Aktualne na 27 lipca 2019:
| Klub                         | Sezon              | Liga               | Liga  | Liga   | Puchar kraju | Puchar kraju | Europa | Europa | Puchar ligi | Puchar ligi | Suma  | Suma   |
| Klub                         | Sezon              | Liga               | Mecze | Bramki | Mecze        | Bramki       | Mecze  | Bramki | Mecze       | Bramki      | Mecze | Bramki |
| ---------------------------- | ------------------ | ------------------ | ----- | ------ | ------------ | ------------ | ------ | ------ | ----------- | ----------- | ----- | ------ |
| Polonia Warszawa             | 2005/2006          | Ekstraklasa        | 2     | 0      | 2            | 0            | –      | –      | –           | –           | 4     | 0      |
| Polonia Warszawa             | 2006/2007          | II liga            | 26    | 2      | 1            | 0            | –      | –      | –           | –           | 27    | 2      |
| Polonia Warszawa             | 2007/2008          | II liga            | 32    | 6      | 4            | 0            | –      | –      | –           | –           | 36    | 6      |
| Polonia Warszawa             | 2008/2009          | Ekstraklasa        | 24    | 0      | 6            | 1            | –      | –      | 8           | 0           | 38    | 1      |
| Polonia Warszawa             | 2009/2010          | Ekstraklasa        | 21    | 3      | 0            | 0            | 3      | 0      | –           | –           | 24    | 3      |
| Polonia Warszawa             | 2010/2011          | Ekstraklasa        | 23    | 2      | 2            | 0            | –      | –      | –           | –           | 25    | 2      |
| Polonia Warszawa             | 2011/2012          | Ekstraklasa        | 24    | 0      | 2            | 0            | –      | –      | –           | –           | 26    | 0      |
| Polonia Warszawa             | 2012/2013          | Ekstraklasa        | 28    | 3      | 2            | 0            | –      | –      | –           | –           | 30    | 3      |
| Polonia Warszawa             | Ogólnie            | Ogólnie            | 180   | 16     | 19           | 1            | 3      | 0      | 8           | 0           | 210   | 17     |
| Zagłębie Lubin               | 2013/2014          | Ekstraklasa        | 34    | 0      | 5            | 0            | –      | –      | –           | –           | 39    | 0      |
| Zagłębie Lubin               | 2014/2015          | Ekstraklasa        | 31    | 1      | 2            | 0            | –      | –      | –           | –           | 33    | 1      |
| Zagłębie Lubin               | 2015/2016          | Ekstraklasa        | 25    | 4      | 3            | 0            | –      | –      | –           | –           | 28    | 4      |
| Zagłębie Lubin               | 2016/2017          | Ekstraklasa        | 33    | 4      | 0            | 0            | 6      | 1      | –           | –           | 39    | 5      |
| Zagłębie Lubin               | Ogólnie            | Ogólnie            | 123   | 9      | 10           | 0            | 6      | 1      | 0           | 0           | 139   | 10     |
| Bruk-Bet Termalica Nieciecza | 2017/2018          | Ekstraklasa        | 32    | 6      | 2            | 0            | –      | –      | –           | –           | 34    | 6      |
| ŁKS Łódź                     | 2018/2019          | I liga             | 20    | 2      | 0            | 0            | –      | –      | –           | –           | 20    | 2      |
| ŁKS Łódź                     | 2019/2020          | Ekstraklasa        | 2     | 0      | 0            | 0            | –      | –      | –           | –           | 2     | 0      |
| ŁKS Łódź                     | Ogólnie            | Ogólnie            | 22    | 2      | 0            | 0            | 0      | 0      | 0           | 0           | 22    | 2      |
| Ogólnie w karierze           | Ogólnie w karierze | Ogólnie w karierze | 357   | 33     | 31           | 1            | 9      | 1      | 8           | 0           | 405   | 35     |